# Castello di Castrocucco
Das Castello di Castrocucco ist die Ruine einer Höhenburg auf einem Felsgrat in der Nähe des Ortsteils Castrocucco der Gemeinde Maratea in der italienischen Region Basilikata. 2005 wurde sie unter den Schutz des  Ministeriums für Kulturgüter und kulturelle Aktivitäten gestellt und die gesamte Umgebung wurde als Flora-Fauna-Habitat ausgewiesen.
Ebenfalls 2005 wurde die Ruine wieder in die Liste italienischer Nationaldenkmale aufgenommen, aus der sie gestrichen worden war, wovon man aber nicht weiß, wann oder warum dies geschah.

## Geschichte
Es gibt nur sehr wenige Quellen über den Ursprung der Burg. Höchstwahrscheinlich wurde sie im 9. Jahrhundert erbaut, da ihr Name bereits in einer Bulle von Alfanus I., Bischof von Salerno, aus dem Jahre 1079 erwähnt ist. Andere, örtliche Geschichtswissenschaftler denken, dass das Castello di Castrocucco noch älter ist und der Verteidigung von Blanda Julia (ehemalige Stadt aus der Zeit der Lukanier und Römer auf dem Gebiet von Tortora) diente.
Später wurde vermerkt, dass die Burg Ende des 14. oder Anfang des 15. Jahrhunderts aufgegeben wurde. In der Folge fiel sie zusammen mit dem zugehörigen Lehen zwischen 1470 und 1660 zunächst an die Adelsfamilie De Rosa und dann an die Giordanos.
Im 16. Jahrhundert wurde sie umgebaut und erweitert und ihre Mauern wurden zum Einbau von Geschützen abgeändert. Ab 1664 wurde die Burg von den Labanchis gehalten, einer reichen, kalabresischen Familie aus Bisignano, die die Burg und ihr zugehöriges Territorium bis zum 19. Jahrhundert besaß.

## Beschreibung

### Die Burg
Das Castello di Castrocucco wurde im 17. Jahrhundert endgültig aufgegeben und befindet sich demzufolge in sehr schlechtem Erhaltungszustand. Man kann aber noch verschiedene Elemente, wie das Eingangstor, einige Eckbastionen und Teile der Umfassungsmauer, klar erkennen. Der Geschichtswissenschaftler Michele Lacava‘, der 1891 eine Ortsbegehung durchführte, beschreibt die Burg, wie folgt:

Il castello un tempo dovea essere ben grande, ma ora è tutto in rovina; poteva contenere un trenta case, addossate all’interno del muro di cinta che è ben alto. In mezzo al castello esiste un vano o cortile scosceso; nell’alto di questo vano trovasi la parte più fortificata del castello posta verso settentrione. Nelle mura di questa parte veggonsi molti buchi per balestrieri. Le stanze sono tutte in rovina, ed in alcuni vedesi solo il pavimento, fatto di calcestruzzo. Non si trova conserva o cisterna alcuna per l’acqua, od almeno ora non ne apparisce traccia tra tante ruine. Molti buchi di balestrieri trovansi ancora alle mura esterne del Castello. Non vi appariscono vestigia di saracinesche alle porte. Una torre tonda, in parte diruta, trovasi, vicino all’ingresso del castello che è rivolta ad oriente: questa torre ha dei buchi per balestre od archibugi, ed ha due buchi tondi per colubrine.
(dt.: „Die Burg muss einmal ziemlich groß gewesen sein, aber heute liegt alles in Ruinen; sie könnte einmal ungefähr 30 Gebäude enthalten haben, die sich von innen an die Umfassungsmauer anlehnten, die ziemlich hoch ist. In der Mitte der Burg existiert eine freie Fläche oder ein steiler Hof; im oberen Teil dieser Freifläche findet sich der am besten befestigte Teil der Burg Richtung Norden. In den Mauern dieses Teils gibt es viele Öffnungen für Armbrustschützen. Die Zimmer liegen alle in Ruinen und in einigen davon sieht man nur noch den Boden, der aus Beton besteht. Es gibt keinen Tank und keine Zisterne für Wasser oder zumindest gibt es unter all diesen Ruinen keine Spur mehr davon. Viele Öffnungen für Armbrustschützen finden sich auch in den Außenmauern der Burg. Von Läden an den Türen gibt es keine Spuren. Ein teilweise eingestürzter Rundturm findet sich neben dem Eingang zur Burg auf der Ostseite: Dieser Turm hat Öffnungen für Armbrüste oder Arkebusen und auch drei runde für Feldschlangen.“)

Die Burg wurde zum Schutz gegen Einfälle der Sarazenen, die vom Meer her kamen, errichtet.

### Die Siedlung
In der Nähe der Burgruine liegen die Ruinen einer alten Siedlung, die sich vermutlich in der Folge der Errichtung des mittelalterlichen Gebäudes entwickelte. Michele Lacava beschreibt sie, wie folgt:

Alcune case erano fuori il cinto del castello, e costituivano un piccolo villaggio: che si estendeva tra oriente e mezzogiorno, sul ciglio di una collina, la quale congiunge il promontorio di Castrocucco ai monti contigui. Queste case non erano molte, non oltre forse una cinquantina, ed in qualche punto apparirebbero gli avanzi di un muro di cinta. Alla punta di questo villaggio, e poco discosto dal Castello, trovansi una piccola cappella diruta, e vedasi ancora l’abside con rozze pitture a fresco. Il fabbricato di questo castello, può rimontare al 1100 e 1200, restaurato e modificato verso il 1600 per l’adattamento delle bocche da fuoco.
(dt.: „Einige Häuser befanden sich außerhalb der Burgmauern und bildeten ein kleines Dorf, das sich von Osten nach Süden am Rande eines Hügels erstreckte, der den Felsvorsprung von Castrocucco mit den umgebenden Bergen verbindet. Es waren dies nicht viele Häuser, nicht mehr als vielleicht fünfzig, und an irgendeinem Punkt würden die Überreste eines Mauerrings erscheinen. An der Spitze dieses Dorfes, nicht weit entfernt von der Burg, befindet sich eine kleine, verfallene Kapelle, von der man immer noch die Apsis mit groben Fresken sehen kann. Das Gebäude dieser Burg, die 1100 oder 1200 errichtet worden war, wurde gegen 1600 restauriert und durch den Einbau von Geschützen angepasst.“)

Es gibt Überreste weiterer 20 Gebäude, eines Wachturms, einer Umfassungsmauer und einer Kirche, die der Volkssage von Maratea nach dem Heiligen Petrus geweiht war. Im Inneren dieser Kirche befinden sich Krypten und Überreste alter Malereien, die teilweise noch sichtbar sind, obwohl sie den Witterungseinflüssen ausgesetzt sind.

## Die Flagge
Seit 2015 kann man oben auf dem Castello di Castrocucco eine rote Flagge mit weißem Kreuz in der Mitte sehen. Das Banner erinnert an die mittelalterlichen Ursprünge der Burg und es scheint, dass es anonym gehisst wurde, um die Aufmerksamkeit von Bürgern und Institutionen auf den schlechten Erhaltungszustand zu lenken, in dem sich die Burg und die alte Siedlung von Castrocucco befinden.